# Mark Whitecage

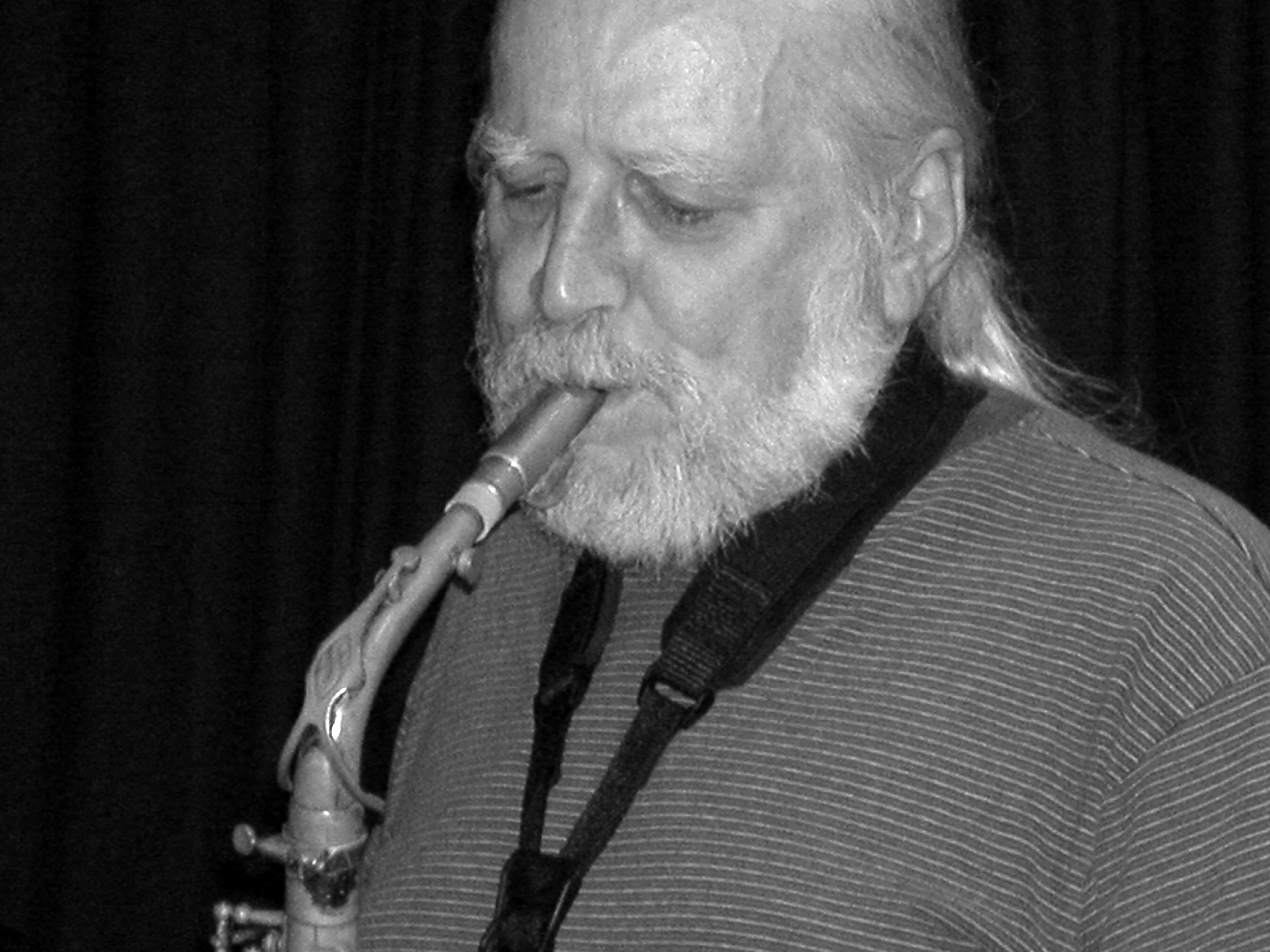
Mark Whitecage mit der Nu Band am 23. Januar 2005 im Club W71

Mark Whitecage (* 4. Juni 1937 in Litchfield (Connecticut); † 8. März 2021) war  ein US-amerikanischer Saxophonist (Sopran- und Altsaxophon) und Klarinettist (Altklarinette) des Free und Creative Jazz, der freien Improvisation und der zeitgenössischen Musik.

## Wirken
Mark Whitecage spielte schon in frühem Alter in der Band seines Vaters. In den 1970er Jahren arbeitete er bei John Fischer, Bobby Naughton und Wadada Leo Smith. Bekannt wurde er in Europa in den 1980er Jahren durch seine Mitwirkung in Gunter Hampels Galaxy Dream Band, in der er an Alben mitwirkte wie All the Things You Could be If Charles Mingus Was Your Daddy von 1978/1980 oder dem Livealbum Fresh Heat von 1985. Außerdem spielte er in dieser Zeit mit Jeanne Lee, Steve Swell und Saheb Sarbib. Mit den Klarinettisten Perry Robinson und Mike Morgenstern spielte er in der Licorice Factory. Nach einer Europatournee im Jahr 1986 übernahm er zwei Bands als Leiter, Liquid Time und Glass House Ensemble.
In den 1990er-Jahren arbeitete Whitecage mit dem Improvisers Collective und veröffentlichte eine Reihe von Alben auf dem unabhängigen Avantgardelabel CIMP, an denen Musiker wie Dominic Duval, Jay Rosen und Tomas Ulrich mitwirkten. Whitecage wirkte 1996 auch (als Solist auf dem Sopransaxophon) an der Oper „Trillium R: Shala Fears For The Poor“ von Anthony Braxton mit. Außerdem war er Aufnahmen von William Parker, Joe Fonda, Dominic Duval und Joe McPhee beteiligt. Um 2000 war er Mitglied der Formation The Nu Band, der auch der Trompeter Roy Campbell, der Bassist Joe Fonda und der Schlagzeuger Lou Grassi angehörten. Whitecage war mit der Klarinettistin Rozanne Levine verheiratet, mit der er das auf Worten von George W. Bush und Zeitungsmeldungen beruhende Werk „Bushwacked“ zur Aufführung brachte; das gleichnamige Album erschien 2005. Das Paar trat weiterhin zusammen mit Perry Robinson in einem Trio namens Crystal Clarinets auf. Im Bereich des Jazz war er laut Tom Lord zwischen 1959 und 2016 an 102 Aufnahmesessions beteiligt, zuletzt mit der Nu Band und mit Erhard Hirt.

## Diskographische Hinweise
- Mark Whitecage & Liquid Time (Acoustics Records, 1990)
- Free for Once (CIMP, 1996)
- Caged No More (CIMP, 1996)
- Mark Whitecage 4tet & Joseph Scianni Trio 3 + 4 = 5 (CIMP, 1997)
- Consensual Tension (CIMP, 1998)
- Split Personality (GM Recordings, 1998)
- Research on the Edge (1999)
- Ducks on Acid (Acoustics, 2003)
- Bushwacked: A Spoken Opera (Acoustics, 2005)
- Adam Lane, Lou Grassi, Mark Whitecage: Drunk Butterfly (Clean Feed, 2008)
- Nu Band: The Cosmological Constant (2016), mit Thomas Heberer, Joe Fonda, Lou Grassi
- Erhard Hirt: NY Connection (2016), mit Joe Fonda, Lou Grassi

## Lexikalischer Eintrag
- Richard Cook, Brian Morton: The Penguin Guide of Jazz on CD. 6. Auflage. Penguin, London 2002, ISBN 0-14-051521-6.